# Robert Ulshöfer
Robert Ulshöfer (* 29. April 1910 in Edelfingen bei Bad Mergentheim; † 24. Juni 2009) war ein deutscher Pädagoge, Literaturdidaktiker, Publizist und Herausgeber.  In den 1950er und 1960er Jahren galt er als einflussreichster Deutschdidaktiker Westdeutschlands; danach war er zunehmend umstritten.

## Leben
Nach dem Besuch der Volksschule wechselte Ulshöfer in die Realschule in Bad Mergentheim. Er strebte zunächst eine Ausbildung als Elektroingenieur an und trat 1925 in ein Elektrofachgeschäft und 1926 in ein größeres Unternehmen der Elektroindustrie ein. 1926 schied er aus dem Unternehmen mit dem „Zeugnis der Befähigung zum Besuch des Technikums“ aus, wechselte dann aber in die Oberrealschule in Heilbronn und legte 1929 dort das Abitur ab. In München begann er ein Studium der Fächer Deutsch, Geschichte, Englisch, Philosophie und Pädagogik, das er in Tübingen fortsetzte und mit dem Staatsexamen abschloss. Zugleich arbeitete er an seiner Dissertation. 1933–1934 absolvierte er das Referendariat in Stuttgart am Kepler-Reformrealgymnasium. 1934 wurde er von Paul Kluckhohn mit einer Arbeit zum Thema Die Theorie des Dramas in der deutschen Romantik promoviert. Danach nahm er eine Stelle als Lektor für Deutsch an der neu gegründeten Hochschule in Ankara an, wo er bis 1938 unterrichtete. Während des Krieges war er als Abwehroffizier im Nachrichtendienst der deutschen Wehrmacht in Istanbul tätig.
Nach Kriegsende trat Ulshöfer in Tübingen in den Schuldienst ein und wurde schon bald mit Aufgaben in der Lehrerausbildung betraut. Von 1946 bis 1970 war er Fachleiter für Deutsch und 1948 bis 1975 Seminarleiter für Pädagogik. 1963 bis 1967 hatte er den Vorsitz der Arbeitsgemeinschaft der Seminarleiter der Bundesrepublik inne. 1950/52 war er an der Neugründung des Deutschen Germanistenverbands beteiligt, dessen Vorstand er bis 1958 angehörte. 1954 bis 1957 leitete er die Lehrplankommission Deutsch des Landes Baden-Württemberg, von 1961 bis 1967 wirkte er im Schulausschuss der Kultusministerkonferenz (KMK) mit. 1946 begründete er die Zeitschrift Der Deutschunterricht, deren Herausgeber er bis 1980 war. 1959 bis 1967 gab er die Zeitschrift Der Gymnasialunterricht heraus. Zu Konflikten kam es während und nach der Studentenbewegung mit den Didaktikern des Bremer Kollektivs. Nach seiner Pensionierung 1985 betätigte sich Ulshöfer weiter als Autor und Herausgeber.

## Wirken
Ulshöfers Hauptwerk war die dreibändige Methodik des Deutschunterrichts, die seit 1952 in zahlreichen, teils stark überarbeiteten Auflagen bis 1981 erschien. Für die von ihm herausgegebenen Zeitschriften Der Deutschunterricht und Der Gymnasialunterricht verfasste er zahlreiche Aufsätze. In Anlehnung vor allem an Wilhelm von Humboldt und Wilhelm Dilthey  sowie Leo Weisgerber vertrat er die Auffassung, Hauptziele des Deutschunterrichts müssten es sein, den „symbolischen Sinn“ und den „inneren Sprachsinn“ der Schüler zu entwickeln. Hauptaufgaben des Deutschunterrichts waren für ihn Verstehen-Lehren und Gestalten-Lehren. Literaturvermittlung zielte für Ulshöfer in erster Linie auf verstehendes Nachgestalten dichterischer Werke.
Nachdem er in den 1950er Jahren als erzieherisches Leitbild den „ritterlichen Menschen“ propagiert hatte, musste er sich zunehmend gegen den Vorwurf zur Wehr setzen, er vertrete ein reaktionäres pädagogisches Konzept. Er sah sich als Opfer einer „Hexenjagd“ und ersetzte 1965 in einer Neufassung seiner Methodik den Begriff ‚Ritterlichkeit‘ durch ‚Fairness‘, den ‚Ritter‘ durch ‚Gentleman‘. Als seine wichtigste pädagogische Innovation erachtete Ulshöfer das Konzept einer kooperativen Didaktik: Im Sinne eines demokratischen Unterrichtsstils sollten Lehrer und Schüler gemeinsam Unterrichtsvorhaben und Projekte planen.
Ulshöfer war ein scharfer Kritiker des Marxismus und einer „wissenschaftlichen Didaktik“, die ihre Begründungen aus der Gesellschaftskritik der Frankfurter Schule bezog. Den Schülern wollte er einen Weg „vom antagonistischen zum vermittelnden Denken“ aufzeigen. Thesen und Unterrichtsmodelle zu diesem Themenkomplex fasste er 1975 in dem Buch Politische Bildung im Deutschunterricht. Jenseits von Restauration und Revolution zusammen. 1978 gab er für die Klassen 9/10 den Lehrgang Marxismus im Deutschunterricht heraus. Seine wichtigsten Schulbücher, die Materialien und Arbeitsvorschläge für eine kooperative Didaktik enthielten, waren das zweibändige Arbeitsbuch Deutsch für den Sekundarbereich II (1971/1979) sowie das dreibändige Lesebuch Arbeit mit Texten, das bis 1989 erschien. Weniger erfolgreich war das Sprachbuch Sprache. Sprechen. Schreiben (1979), von dem nur der Band für das 5./6. Schuljahr erschien.

## Schriften (Auswahl)
- Methodik des Deutschunterrichts. 3 Bde. Stuttgart: Klett, ab 1952.
- Politische Bldung im Deutschunterricht jenseits von Restauration und Revolution. Freiburg, Herderbücherei, 1975.
- Mein Deutschunterricht. Geschichte und Zukunftsperspektiven eines didaktischen Modells. Frankfurt am Main u. a., Peter Lang, 1991.
- Theorie und Praxis des Deutschunterrichts Sekundarstufe II. Aufsätze 1946–1996. Frankfurt am Main u. a., Peter Lang, 1997.
- Die Literatur des 18. Jahrhunderts und der Romantik in neuer Sicht. Der Anstoß der Naturwissenschaften des 17./18. Jahrhunderts zur Entstehung der Literatur der Moderne und zum Entwurf eines Weltfriedensplans. Königshausen & Neumann, Würzburg 2010, ISBN 978-3-8260-4040-5.

### Schulbuchwerke für den Deutschunterricht
- Arbeitsbuch Deutsch. Sekundarbereich II. 2 Bde. Crüwell, Concordia, 1971/1979,
- Arbeit mit Texten. Bände 5/6, 7/8, 9/10. Schroedel, Hannover 1977–1979, Neubearbeitung 1987–1989.
- Sprache. Sprechen. Schreiben. Band 5/6. Hannover, Schroedel 1979.
- Marxismus im Deutschunterricht. Ein Lehrgang in Klasse 9/10, Kohlhammer, Stuttgart u. a. 1978.